# International Rhodes Grand Prix 2023
L'International Rhodes Grand Prix 2023, settima edizione della corsa, valido come evento dell'UCI Europe Tour 2023 categoria 1.2, si svolse l'11 marzo 2023 su un percorso di 186 km, con partenza e arrivo a Rodi, in Grecia. La vittoria fu appannaggio del norvegese Eirik Lunder, il quale completò il percorso in 4h24'17", alla media di 42,230 km/h, davanti al danese Rasmus Bøgh Wallin e all'austriaco Daniel Federspiel.
Sul traguardo di Rodi 141 ciclisti, sui 172 partenti, portarono a termine la competizione.

## Squadre partecipanti
| N.      | Cod. | Squadra                      |
| ------- | ---- | ---------------------------- |
| 1-7     | ECT  | EuroCyclingTrips             |
| 11-17   | ATT  | ATT Investments              |
| 21-27   | TSM  | Team Storck-Metropol Cycling |
| 31-37   | VBG  | Team Vorarlberg              |
| 41-47   | TDA  | Team Dauner-Akkon            |
| 51-55   |      | Sn Vitae Bim Bam Coaching RT |
| 61-67   | XSU  | XSpeed United Continental    |
| 71-75   |      | Rodilios Cycling Team        |
| 81-87   |      | Yoeleo Factory Team          |
| 91-97   | TND  | Team Novo Nordisk Dev.       |
| 101-107 |      | Team IBT-Tripeak             |
| 111-117 | TCR  | Team Coop-Repsol             |
| 121-127 |      | Aevolo                       |

| N.      | Cod. | Squadra                       |
| ------- | ---- | ----------------------------- |
| 131-137 | TSL  | Team Skyline                  |
| 141-147 | GSH  | Restaurant Suri-Carl Ras      |
| 151-157 | DBK  | Dukla Banská Bystrica         |
| 161-166 | EFD  | EF Education-Nippo DT         |
| 171-176 | LKH  | Team Lotto-Kern Haus          |
| 181-187 | VSM  | Vino SKO Team                 |
| 191-197 |      | Taurus Cycling                |
| 201-206 | RSW  | Team Felbermayr-Simplon Wels  |
| 211-215 | TCM  | Tashkent City Professional CT |
| 221-226 | ROU  | Romania                       |
| 231-236 | GRC  | Grecia                        |
| 242-247 | HBA  | Hagens Berman Axeon           |
| 251-257 | CYP  | Cipro                         |

## Ordine d'arrivo (Top 10)
| Pos. | Corridore          | Squadra    | Tempo    |
| ---- | ------------------ | ---------- | -------- |
| 1    | Eirik Lunder       | Coop       | 4h24'17" |
| 2    | Rasmus Bøgh Wallin | Suri       | s.t.     |
| 3    | Daniel Federspiel  | Felbermayr | s.t.     |
| 4    | Matúš Štoček       | ATT        | s.t.     |
| 5    | Félix Stehli       | EF DT      | s.t.     |
| 6    | Mathias Larsen     | Suri       | s.t.     |
| 7    | Frederik Raßmann   | Dauner     | s.t.     |
| 8    | Pierre-Pascal Keup | Lotto-Kern | s.t.     |
| 9    | Sean Christian     | Aevolo     | s.t.     |
| 10   | Jakub Ťoupalík     | EF DT      | s.t.     |